# Saint-Geoirs
Saint-Geoirs is een gemeente in het Franse departement Isère (regio Auvergne-Rhône-Alpes) en telt 455 inwoners (2004). De plaats maakt deel uit van het arrondissement Grenoble.

## Geografie
De oppervlakte van Saint-Geoirs bedraagt 6,9 km², de bevolkingsdichtheid is 65,9 inwoners per km².
De onderstaande kaart toont de ligging van Saint-Geoirs met de belangrijkste infrastructuur en aangrenzende gemeenten.

## Demografie
Onderstaande figuur toont het verloop van het inwonertal (bron: INSEE-tellingen).